# Skinnerina
Skinnerina es un género de foraminífero bentónico de la subfamilia Polydiexodininae, de la familia Schwagerinidae, de la superfamilia Fusulinoidea, del suborden Fusulinina y del orden Fusulinida. Su especie tipo es Skinnerina typicalis. Su rango cronoestratigráfico abarca desde el Kunguriense superior (Pérmico medio) hasta el Guadalupiense inferior (Pérmico superior).

## Discusión
Clasificaciones más recientes incluyen Skinnerina en la superfamilia Schwagerinoidea, y en la subclase Fusulinana de la clase Fusulinata.

## Clasificación
Skinnerina incluye a las siguientes especies:
- Skinnerina conicocylindrica †
- Skinnerina fusiformis †
- Skinnerina fusulinoides †
- Skinnerina irregularis †
- Skinnerina latina †
- Skinnerina mildredae †
- Skinnerina minima †
- Skinnerina qaganqulutensis †
- Skinnerina rotundata †
  - Skinnerina rotundata brevica †
- Skinnerina typicalis †
- Skinnerina xilinica †